# Кадм из Милета
Кадм из Милета (греч. Κάδμος, Μιλήσιος) —  один из древнейших греческих историков-логографов, почитался в древности как родоначальник литературной прозы. Сын Пандиона из Милета, жил примерно в начале VI в. до н. э.
Информация о Кадме Милетском исходит главным образом из Суды, византийского словаря X века:

«Историк, который первым (согласно некоторым) написал книгу в прозе. Немного младше Орфея. Он написал „Основание Милета и всей Ионии“ в 4 книгах. Некоторые говорят, что Кадм первым принёс в Грецию алфавит, который финикийцы первыми изобрели.»

Сложно определить время жизни Кадма, так как неясно, какого именно Орфея имеет в виду Суда. Словарь Любкера указывает его как возможного современника Гекатея. ЭСБЕ со ссылкой на Müller, «Fragmenta histor. graec.» (II, 2-4) определяет время жизни Кадма VI в. до н. э. Во всяком случае неизвестны какие-либо литературные произведения на греческом в прозе ранее VI в. до н. э., что, возможно, послужило причиной определить для жизни Кадма это время.
Кадм из Милета в Суде смешивается с легендарным Кадмом, основателем Фив, который по легенде познакомил греков с финикийской письменностью. Милетскому Кадму приписывают написание первых книг на греческом, но определённо он не мог быть основателем греческого алфавита. В «Сказании о письменах…» черноризца Храбра (болгарский автор IX—X вв.) упоминается такая заслуга Кадма, как дополнение греческого алфавита 3 буквами в дополнение к 16 буквам начального греческого алфавита.
В Суде упоминается ещё один Кадм из Милета, сын Архелая, автор «Истории Аттики» в 12 книгах и любовных романов, хотя, возможно, имя истинного автора было другим. Жил другой автор определённо позже первого Кадма из Милета.